# Andrew Willis
Andrew Willis (Yateley, 3 de dezembro de 1990) é um nadador britânico.
Nos Jogos Olímpicos de Londres 2012, se classificou para a final dos 200 metros peito.